# サイモン (ロボット)

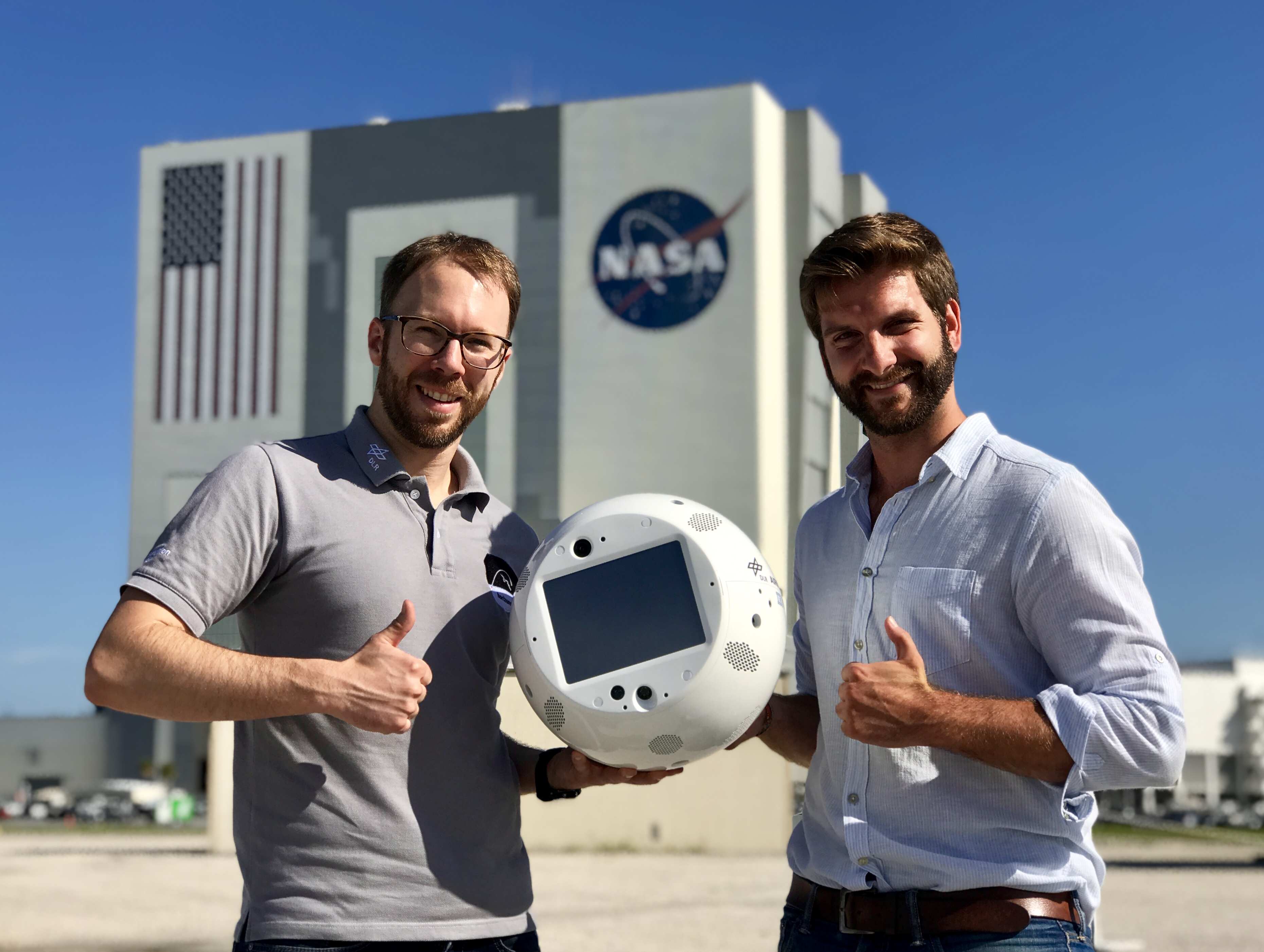
サイモン

サイモン（CIMON、英: Crew Interactive Mobile Companion(英語版)）はAIを搭載した球形のロボットである。AIロボットは宇宙飛行士を支援することができるのか、実証するための機体として開発された。宇宙飛行士の音声を認識し、会話を行うなどの機能を持つ。ドイツ航空宇宙センター（DLR）が5百万ユーロの資金提供を行い、エアバス主導のもと、IBMのAIプラットフォーム「Watson（ワトソン）」を搭載して開発された。2018年6月29日にSpaceXのFalcon 9ロケットで初めて国際宇宙ステーション（ISS）へ打ち上げられた。「サイモン」という名前は、機械の透明な容器に脳が入った「空飛ぶ脳」の姿で登場する、SF作品キャプテン・フューチャーの登場人物、サイモン教授に由来する。

## 仕様と機能
CIMONは直径約32cm、重さ約5kgの球形ロボットで、プラスチックと金属でできている。制作は全て3Dプリンターで行われた。機体には液晶ディスプレイが取り付けられている。また多数のファンが内蔵されていて、ISSのような微小重力環境で自由に移動・回転できる。宇宙飛行士に追従することも可能。センサーとして2つの前面カメラ、1つの顔認識用カメラ、ビデオ撮影用の側面カメラ、障害物との距離探知用の超音波センサー、音源検知用の多数の固定マイク、音声認識用の指向マイクを備えている。バッテリー1つあたりの寿命はISSの環境条件では2時間で、充電も可能である。
サイモンは宇宙飛行士の声や顔を識別することができる。特に、CIMONが初めて打ち上げられた際は、予め地上で宇宙飛行士のアレクサンダー・ゲルスト個人を認識できるように学習された。拾い上げた宇宙飛行士の声はAIのワトソンにより処理される。そして音声や「うなずく」動作による会話、移動や画面表示、録画開始、音楽の再生などの反応を返すことができる。ワトソンはスタンドアローン版を搭載されており、インターネット環境が無い場合でも反応が可能である。
上記機能を駆使して、宇宙飛行士の支援にあたることが期待されている。2018年には、ゲルストはサイモンのデモを行い、ISSで行う実験の手順を画面に表示させるなどの機能を披露した。サイモンは、機器の操作や修理、移動とカメラ機能を用いた動物実験の補助など、宇宙飛行士の莫大な作業量を補助し、ストレスを低減することを目標としている。
CIMONの後継機、CIMON-2では感情認識AIの性能が進歩しており、ISS船内の宇宙飛行士たちの感情を測定するテストが行われた。サイモンは宇宙飛行士とより共感的な会話を交わせるようになったとされた。また、宇宙船のような孤立した集団内では、不合理な意思決定をするようになる集団思考に陥る可能性があり、サイモンはその時に客観的な第三者としてふるまえるよう訓練されている。総じて、サイモンのようなAIロボは深宇宙での有人探索において、宇宙飛行士のメンタルヘルスケアを担う不可欠な役割を担うことができるのではないかと期待されている。

## バージョン
- CIMON: 2018年6月29日にISSに打ち上げられ、ドイツの宇宙飛行士アレクサンダー・ゲルストが主にテストした[3]。2019年8月27日に地球へ帰還した[9]。
- CIMON-2: 2019年12月5日にスペースX CRS-19（英語版）ミッションで40匹のマウスなどと打ち上げられた。CIMONに比べ、方向の認識能力や感情を理解する能力が向上している[4][11][12]。